# كشك زر
كشك زر هي قرية في مقاطعة خوي، إيران. يقدر عدد سكانها بـ 110 نسمة بحسب إحصاء 2016.